# Armand Massard
Armand Émile Nicolas Massard (Párizs 14. kerülete, 1884. december 1. – Párizs 16. kerülete, 1971. április 8.) olimpiai bajnok francia párbajtőrvívó, újságíró, sportvezető. 1933-tól 1967-ig a Francia Olimpiai Bizottság elnöke, 1946-tól tagja, 1952–1955 között alelnöke a Nemzetközi Olimpiai Bizottságnak.